# Vilser Kalk
Der Vilser Kalk ist eine Formation der Nördlichen Kalkalpen, die während des Mitteljuras abgelagert wurde.

## Bezeichnung
Der Vilser Kalk ist nach Vils in Tirol benannt. Synonyme Bezeichnungen sind Vilserkalk, Vils-Formation, Laubensteinkalk und Weissenhauskalk.

## Erstbeschreibung
Der Vilser Kalk, im UmweltAtlas Geologie als nVi designiert, wurde erstmals im Jahr 1853 von Franz von Hauer als Vilser Schichten beschrieben. Sein Typusprofil liegt südlich von Vils. Ein weiteres Referenzprofil wird für den Laubenstein bei Hohenaschau im Chiemgau vorgeschlagen.

## Vorkommen

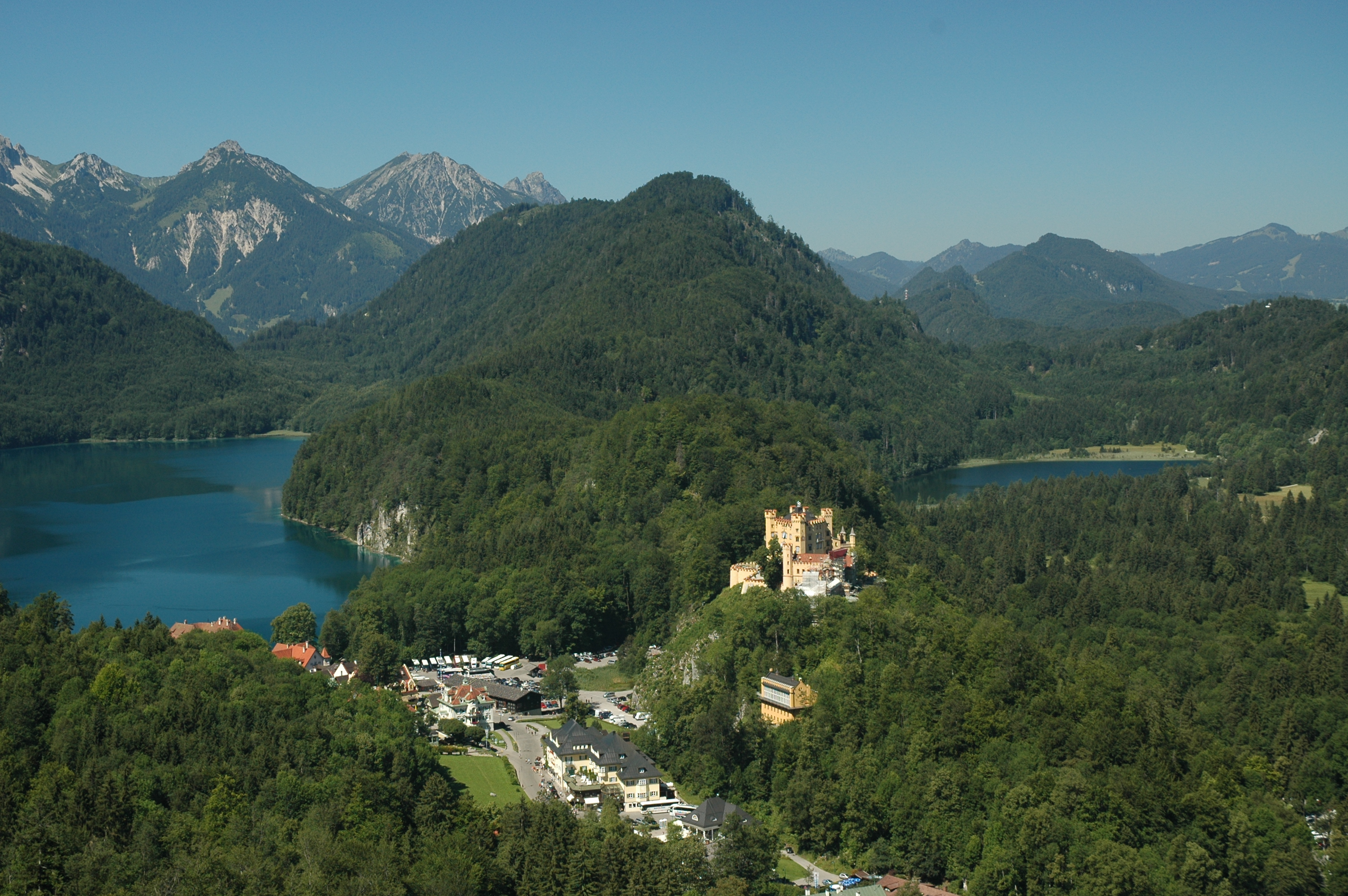
Blick aus Nordost auf Schloss Hohenschwangau. Am Parkplatz unterhalb des Schlosses steht der Vilser Kalk an. Das Schloss selbst ist auf der Adnet-Formation und dem Hauptdolomit erbaut.

Neben den Bergen um Vils (Vilser Alpen) hat der Vilser Kalk eine weite Verbreitung im gesamten Nordabschnitt der Nördlichen Kalkalpen – vor allem in der Allgäu-Decke des Bajuvarikums. Beispiele finden sich um Füssen bei Weisshaus, an der Roten Wand oder direkt am Schloss Hohenschwangau. Im Westen findet er sich besonders in der hochbajuvarischen Stirn der Lechtal-Decke (z. B. in den Ammergauer Alpen, aber auch in den Chiemgauer Alpen der östlichen Bayerischen Voralpen), im Osten hingegen fast ausschließlich im Tiefbajuvarikum der Ternberger und Frankenfelser Decke und nur sehr selten in der Lunzer Decke (Beispiele sind der Fahrenberg und der Schneeberg bei Reichraming sowie der Pechgraben nördlich von Großraming). Erwähnt sei in diesem Zusammenhang auch der Gunstberg bei Windischgarsten und das Vorkommen bei Losenstein.
Der Vilser Kalk kann aber auch im Tirolikum allodapisch (d. h. ortsfremd) auftreten, so beispielsweise im Salzkammergut am Grimming, an der Ewigen Wand, an der Mitterwand südlich von Hallstatt und auch in den Berchtesgadener Alpen am Klingerbach westlich des Königssees. Im Bajuvarikum kann er mit der Deckenüberschiebung assoziiert sein wie z. B. am Nordostrand des Hochstaufens, wo er außerdem unter die Stirn des Tirolikums eingeklemmt ist.
Das Vorkommen des Vilser Kalks bzw. der Vils-Formation ist aber nicht nur auf die Ostalpen beschränkt, sondern dehnt sich vielmehr auch auf die Kleinen Karpaten aus. Die Formation tritt hier in der Vysoká-Decke auf.

## Geologische Situierung
Die biotische Krise an der Trias-Jura-Grenze hatte zu einem Ende der Flachwasserkarbonatproduktion geführt. Aufgrund fehlenden Sedimentnachschubs waren die Plattformen aus Hauptdolomit und Dachsteinkalk verkümmert. Die gleichzeitige globale Abkühlung ließ den Meeresspiegel am Ende des Rhätiums um mindestens 100 Meter absinken – wie an der Steinplatte zu sehen ist. Dieser drastische Rückgang wurde mit Beginn des Juras langsam wieder wettgemacht, wobei aber erst im Sinemurium der nächste Hochstand erreicht wurde. Außerdem hatte mit Beginn des Juras im penninischen Bereich Krustendehnung eingesetzt,  die sich vom Pliensbachium bis zum unteren Toarcium auch im Bajuvarikum und Tirolikum der Nördlichen Kalkalpen deutlich bemerkbar machte. Die Öffnungsbewegungen des Penninischen Ozeans im Nordwesten hatten sich somit letztendlich auch auf den der Neotethys im Südosten gegenüberliegenden Ablagerungsraum des Oberostalpins übertragen. So entstand wahrscheinlich unter Kippschollentektonik eine langgezogene, jetzt Ost-West-streichende Abbruchszone (paläogeographisch wohl Nordost-Südwest) im Süden der Allgäu-Decke – die Vilser Schwelle. Diese Hochzone sollte entscheidend für die Entstehung des Vilser Kalks sein. Von großer Bedeutung ist ferner die Tatsache, dass bereits an der Grenze Pliensbachium/Toarcium innerhalb der Neotethys erstmals nordwestgerichtete Deckenüberschiebungen einsetzten und so den tirolischen dem bajuvarischen Ablagerungsraum näher brachten und letzteren auch intern zu verkürzen begannen.

## Stratigraphie

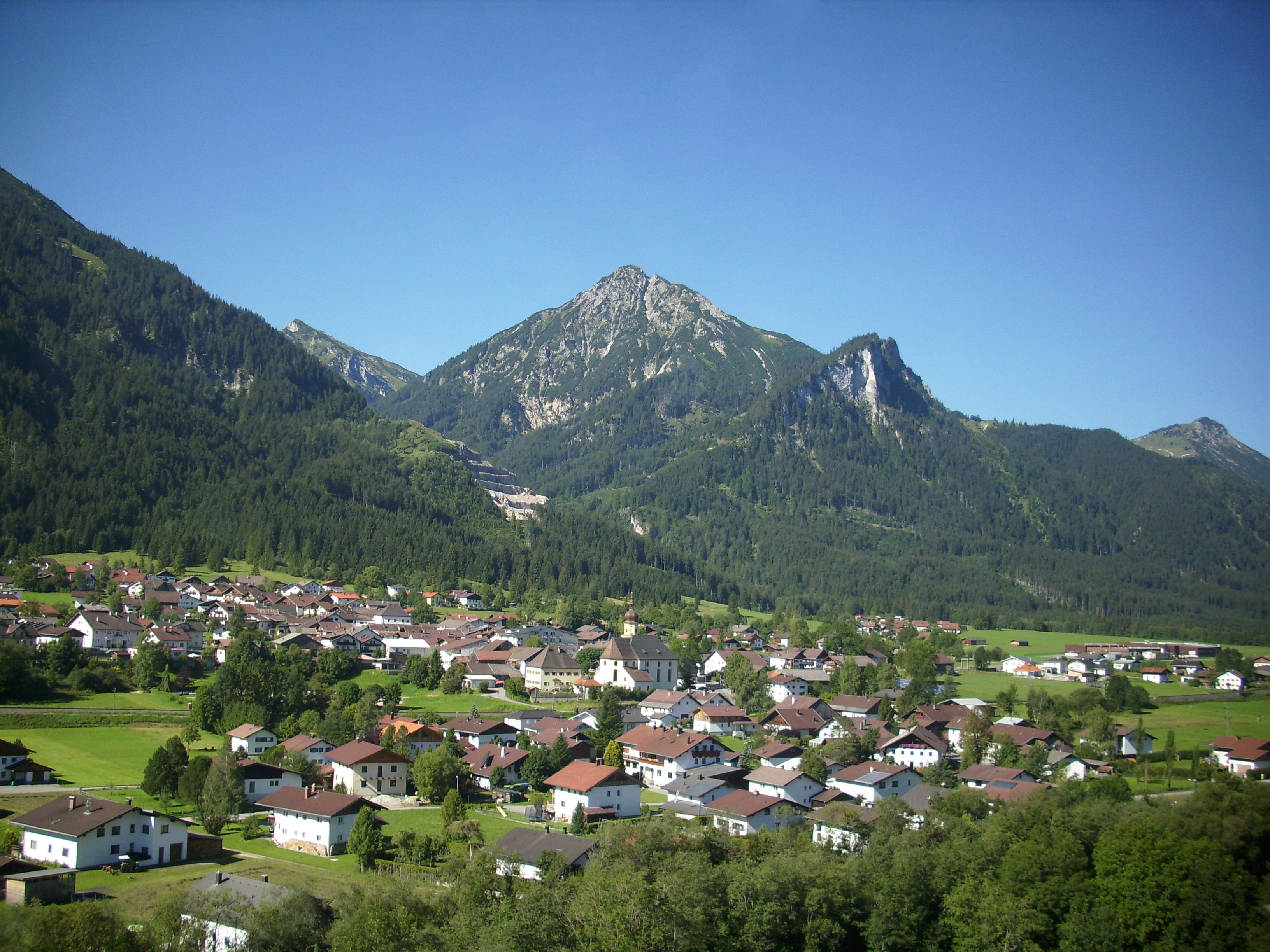
Blick über Vils zur Typlokalität des Vilser Kalks, dem Steinbruch Fall (links), sowie zum Roten Stein (rechts). Dahinter der Roßberg.

### Schwellenunterlage
Der Vilser Kalk wurde im Bereich seiner Typlokalitäten am Legam südlich von Vils, im Vilser Steinbruch Fall und am Roten Stein (1547 m) auf der Vilser Schwelle sedimentiert – einer submarinen Hochzone, die aus Karbonaten der Obertrias und des Unterjuras aufgebaut war und zu einem weiter nördlich gelegenen tiefen Becken überleitete.
Bei den Plattformkarbonaten ihrer Unterlage handelt es sich um generell grau gefärbte dolomitische Kalke. Sie sind auf den südlichen Faziesraum der Schwelle beschränkt. Der eigentliche Sattelkern des nördlichen Faziesbereichs enthält an ihrer Stelle in nördlicher Hanglage so genannte Ältere Brekzien gefolgt südlich anschließend von der Rotkalk-Spaltenzone. Über die Unterlage legen sich sodann Violettkalke und hangende, rote kondensierte Kalke, die von einem Eisen-Mangan-verkrusteten Kondensationshorizont oder Hartgrund (Englisch hardground) des Oberen Toarciums abgeschlossen werden. Die kondensierten Rotkalke im Liegenden des Vilser Kalks sind knollige Cephalopodenkalke des Toarciums und finden sich sowohl in submariner Schwellenlage, als auch auf dem Hangfuß. Sie können der Adnet-Formation zugeordnet werden, in Beckenbereichen erscheinen jedoch bereits Kieselkalke der Allgäu-Formation.
Diese Schwellenzone unterlag über einen langen Zeitraum hinweg einer starken Tektonik, die sich in Form von synsedimentär erfolgender Resedimentation, Brekzienbildung und mehrphasiger Spaltenfüllung bemerkbar machte.

### Vilser Kalk
An der Typlokalität kann der Vilser Kalk in drei Abschnitte (Member) geteilt werden (vom Hangenden zum Liegenden) – wobei zu bedenken gilt, dass nirgendwo auf der Schwelle ein zusammenhängendes Profil verwirklicht ist, sondern immer nur Teilabschnitte:
- Obberdogger bzw. Callovium
- Mitteldogger
- Unterdogger
  - Brachiopodenfazies
  - Vorläuferfazies
  - Rotensteinfazies

Der Unterdogger gliedert sich seinerseits in unterschiedliche Faziestypen – eine hangende Brachiopodenfazies, eine Vorläuferfazies und eine liegende Rotensteinfazies. Das Member des Mitteldoggers ist ein sehr heller Kalk, der eher arm an Crinoidenschutt und Brachiopoden ist, hingegen Ammoniten führt und teils massenhaft an Posidonienschälchen (Bositra buchi) angereichert ist. Das Member des Oberdoggers ist der eigentliche Vilser Kalk sensu stricto, ein heller, spätiger Crinoiden-Brachiopodenkalk (crinoidendominiert), dessen Mächtigkeit auf maximal 50 bis 60 Meter geschätzt wird.

### Hangendes
Das Hangende des Vilser Kalks wird Richtung Becken meist diachron von verschiedenen Formationen der Ruhpoldinger Radiolarit-Gruppe überlagert. Am tiefen Abhang bzw. im Beckenbereich geht der Vilser Kalk dann seitwärts in die Jüngeren Allgäu-Schichten über, gefolgt von Chiemgau-Schichten und darüber grauen, kieseligen Kalken des Mitteljuras – den Dogger-Spatkalken. Im Bereich des Schwellenhangs lief die Fazies des Vilser Kalks jedoch diachron weiter bis in den unteren Malm. Dieser malmische Vilser Kalk erfuhr anschließend eine sukzessive Verfremdung – so ging der Crinoidenanteil zurück, die Brachiopoden fanden ihr Ende und wurden durch Ammoniten abgelöst (wachsender pelagischer Einfluss). Dieser Ammonitenkalk wurde zunehmend in einer dichten kryptokristallinen Matrix von Bianconekalk gebunden und ging schließlich ganz in dieser Fazies auf.
Der Laubensteinkalk nimmt das Aalenium des Liegenden im Vilser Kalk ein, wohingegen der Weissenhauskalk auf das Bathonium beschränkt bleibt.

## Lithologie
Der Vilser Kalk ist ein hellfarbener, gelblich bis weißer, manchmal auch rötlich gefärbter Kalkstein, der reiche Reste von Crinoiden und Brachiopoden enthält (Crinoiden-Brachiopodenkalk). Er stellt mit 96,55 bis 97,75 % CaCO3 einen recht reinen, nur schwach kieseligen Kalk dar. Im Einzelnen handelt es sich beim Vilser Kalk um einen dichten, hellrötlichen, gelblichen, braunen, hellgrauen bis weißen, oft rot gesprenkelten, schlecht gebankten, meist grobspätigen, teils sparitischen, selten auch hornsteinführenden Crinoidenkalk oder dichten hellen Kalk mit lockerer Crinoidenstreu, mit spätigen Partien und mit Nestern von Brachiopoden. In Schwellenlage tritt er gebankt bis massiv auf, in Beckenbereichen ist er weit besser geschichtet und zeigt Gradierung. Am Abhang und im Becken kann er auch Hornstein enthalten – als Knollen oder diffus verteilt. Ein mikrofazielles Charakteristikum ist das oft gehäufte Auftreten von Onkoiden.
Mikrofaziell besteht der Vilser Kalk vorwiegend aus Packstones und seltener auch aus Grainstones. Die Matrix ist mikritisch und enthält neben Crinoiden oft Radiolarien. Die Lithoklasten werden eindeutig von Crinoiden dominiert, sekundär von Brachiopoden und Foraminiferen. Die Sedimentschüttungen können mikrobrekziös und auch turbiditisch erfolgt sein.
Von dem ähnlichen, in der Hauptmasse roten oder grauen und nur selten gelblichen Hierlatzkalk, der ebenfalls einer vergleichbaren Brachiopoden-Crinoiden-Schwellenfazies angehört, unterscheidet sich der Vilser Kalk durch seine hellere, gelbliche bis weiße Farbgebung.

### Rotensteinfazies
Bei der maximal 3 bis 4 Meter mächtigen, hellen, bräunlichen und Rot durchzogenen Rotensteinfazies handelt es sich um einen mikrofaziell als Grainstone ausgebildeten Bivalven-Brachiopoden-Echinodermen-Biosparit. Seine Hauptmasse besteht aus feinem, bis hin zu feinstem sandigem Zerreibsel aufgearbeitetem Detritus der angeführten Organismen.Verfrachtungs- und Umlagerungsbedingt, können Biogene und Feindetritus (Zerreibsel), teilweise oder gänzlich, in roter mikritischer Matrix gebunden sein (Biomikrit, Grainstone-Packstone). Die Rotensteinfazies signalisiert somit einen turbulenten Bildungsbereich mit hoher Wasserenergie, bodenberührender Wellenbewegung, möglicherweise sogar mit brandungsähnlichen Turbulenzen. Das Sediment ist kaum sortiert und chaotisch zusammengewürfelt – erkennbar an den auf kürzesten Distanzen beobachtbaren Schwankungen in Korngrößen, Biogenresten und Bindungsarten (sparitisch gegenüber mikritisch). Anzeichen für subaerische Exposition und meteorische Diagenese sind nicht erkennbar. 

### Vorläuferfazies
Die Vorläuferfazies tritt in langen, flachen, zeiligen roten Vorläuferfächern auf, welche in ihrer Lithologie sehr dem Hierlatzkalk ähneln. Sie ist als ältestes Vilser-Kalk-Sediment anzusehen, welches bei flacher Hangneigung langsam und allmählich in Bewegung geraten war. Dieses auffallend locker gepackte und nur unvollkommen korngestützte Sediment ist nicht umgelagert und komprimiert worden. Mit seinem hohen, aus zurückliegender Rotsedimentation einschließlich Hartgrund stammenden Intraklastenanteil sowie mit seinen samt und sonders angeröteten, rot umkrusteten, rot eingesäumten und rot pigmentierten Biogenen steht es in engem Verhältnis zur toarcischen Omission (Aussetzen der Sedimentation) inklusive Hartgrundbildung. Das Biogenspektrum ist noch wesentlich vielfältiger als in den folgenden Faziestypen des eigentlichen Vilser Kalks. Die Fächer hatten das anfängliche, noch nicht kompressionstektonisch verkürzte und versteilte Schwellenrelief ausgeglichen und überwunden – ganz im Unterschied zum folgenden Vilser Kalk, der im zusehends versteilenden Nordhang beckenwärts in größere Tiefen um- und schließlich endgelagert worden war.

### Brachiopodenfazies

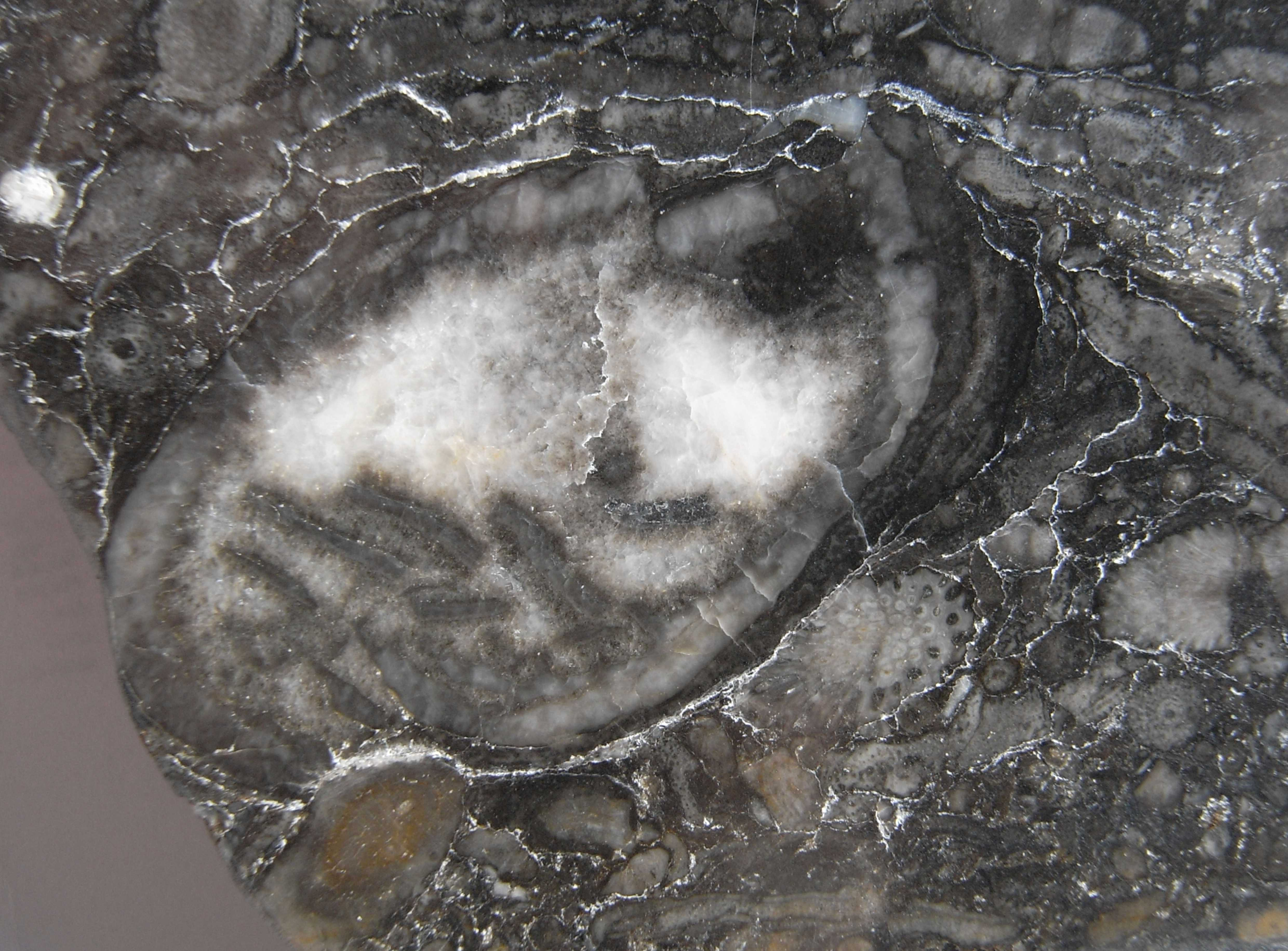
Das Geopetalgefüge dient als fossile Wasserwaage

Im Gegensatz zur bröslig-sandigen Rotensteinfazies repräsentiert die Brachiopodenfazies ein weißes, festes, völlig crinoidenfreies Gestein. In ihm erreichen großwüchsige, weit überwiegend terebratulide, hingegen wesentlich weniger gleichfalls großwüchsige rhynchonellide Brachiopoden (beispielsweise Rhynchonella rubrisaxensis), in Massen angereichert und dichtgepackt, gesteinsbildende Häufigkeit. Das Gefüge der gut erhaltenen, kaum kompaktionsdeformierten Brachiopodenmassen (meist mit an- oder aufgelösten Schalenkontaktstellen) weist nur geringfügig geopetal verfüllte Zwickel- und geopetal mikritisch-feindetritisch internsedimentierte Innenhohlräume auf. Im Unterschied zur Rotensteinfazies erfolgte die Ablagerung weitgehend turbulenzenfrei, dennoch in Hanglage, wie Rutschungen bestätigen. 

### Mitteldoggertypus
Der Mitteldoggertypus des Vilser Kalks ist im Vergleich zum Obberdoggertypus (Vilser Kalk sensu stricto) wesentlich ärmer an Crinoidenschutt. Das sehr helle Gestein ist häufig ganz fein grau getüpfelt und besitzt vereinzelte, nur selten zu kleinen Ansammlungen verdichtete Brachiopoden. Die typische Sprenkelung entstand durch Infiltration grauer oder roter, sehr feiner, mikritischer Sedimentfracht in lange offenen Porenraum, der auf primäre Porosität, lockeres, teilzementiertes Gefüge, Zwickelhohlräume etc. zurückzuführen ist. Es erscheinen bereits zunehmend Ammoniten und teils massenhaft Posidonienfilamente (Bositra buchi), wodurch diese Fazies mit dem Reitmauerkalk vergleichbar wird. Im Vergleich zum Weissenhauskalk ist sie jedoch deutlich brachiopodenärmer.

### Oberdoggertypus
Der Obberdoggertypus des Calloviums ist ein unverwechselbar heller, bei weitem crinoidendominierter Kalk. Genauer handelt es sich um einen sehr homogenen, blass grauweiß getönten, so gut wie brachiopoden- und ammonitenfreien, allerfeinst graugetüpfelten, nahezu reinen Crinoidenspatkalk (Crinoiden-Biosparit und mikrofaziell ein Grainstone). Seine Brachiopodenfauna (pala-antiplecta-vilsensis-Vergesellschaftung) ist gegenüber dem Mitteldoggertypus stark rückgängig, nur noch kleinwüchsig und ökologisch auf günstige kleine Nischen im Schwellenrelief beschränkt. Diese Nester entsprechen nur mehr völlig isolierten, kleinen dichtgepackten, gänzlich vom Crinoiden-Spatkalk umschlossenen Anhäufungen.

## Mächtigkeiten
Die Mächtigkeit des Vilser Kalks ist sehr variabel und schwankt zwischen mehreren Metern bis 50 Meter, selten auch bis 250 Meter. An der Typlokalität werden knapp 100 Meter erreicht.

## Ablagerungsbedingungen
Der Vilser Kalk wurde im submarinen Schwellenbereich abgelagert (Seichtschwellenfazies), konnte aber als allodapischer Kalk in daran angrenzende tiefere Beckenbereiche transportiert werden. 

## Fossilien

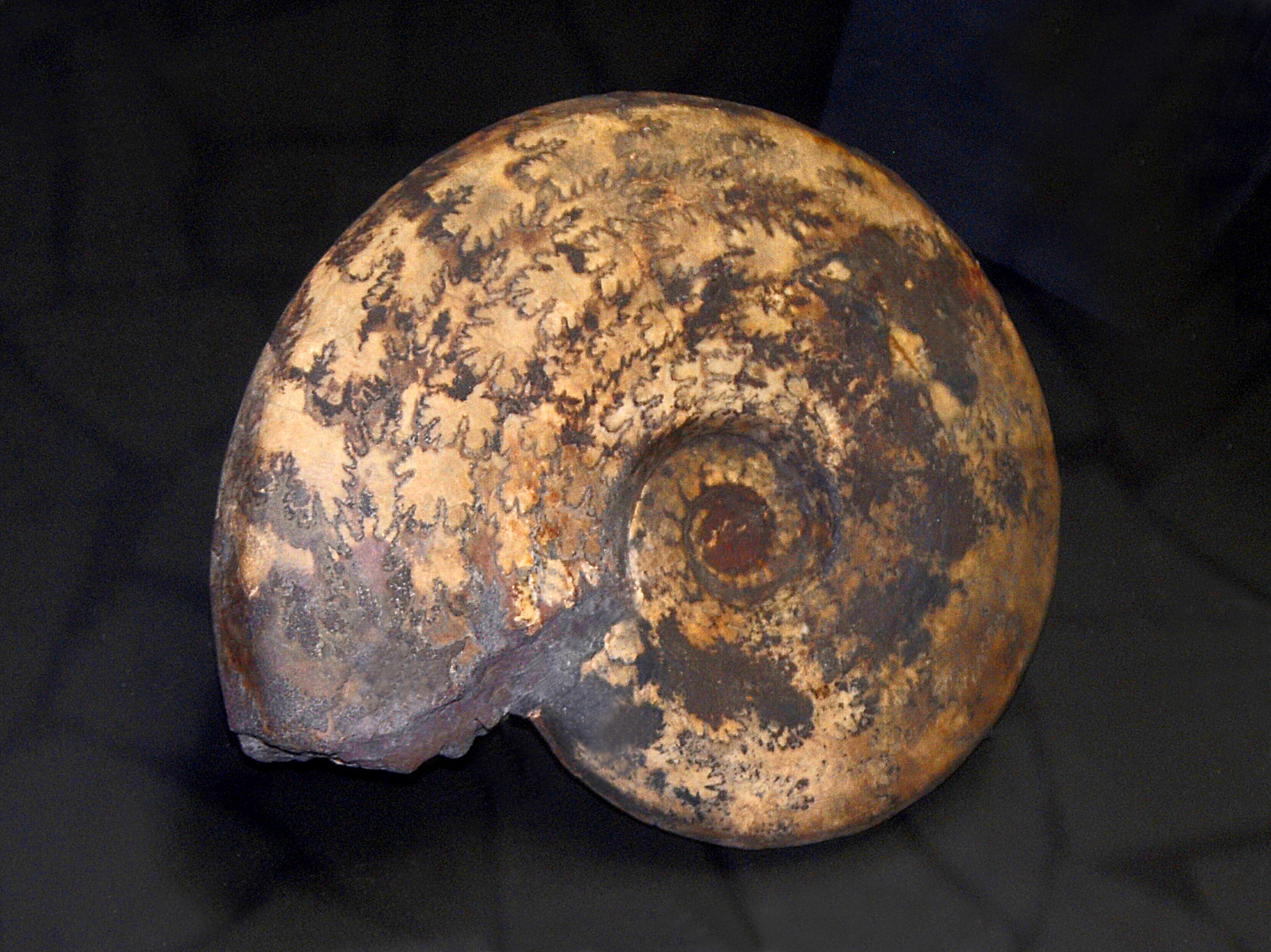
Im Vilser Kalk (Laubensteinkalk) vorkommender Ammonit Ludwigia murchisonae

Neben den bereits erwähnten dominanten Crinoiden und Brachiopoden finden sich im Vilser Kalk Ammoniten, Muscheln (Bivalven sind relativ selten), einige Bryozoen, Echinodermaten, Foraminiferen, Gastropoden, Ostrakoden und Mikrostromatolithen. 
Unter den Brachiopoden lassen sich folgende Taxa anführen: Conarothyris opima, Rhynchonella rubrisaxensis, Rhynchonella vigilii, Tegulithyris bentleyiformis, Terebratula infraoolithiaca und Terebratula perovalis (Aalenium), Terebratula albicasa und Terebratula curviconcha (Bathonium), Rhynchonella vilsensis, Rhynchonella myriacantha, Terebratula algoviana, Terebratula antiplecta und Aulacothyris pala (Callovium). Am Roten Stein ist ferner Terebratella triplicosa anzutreffen.
Ammonitenfunde sind Ludwigia murchisonae aus dem Laubensteinkalk und Macrocephalites macrocephalus und Stephanoceras humphriesanum aus dem eigentlichen Vilser Kalk. Weitere bekannte Ammonitentaxa im Vilser Kalk sind Aspidoceras, Bajocisphinctes, Calliphylloceras disputabile, Eurystomiceras polyhelictum, Haploceras, Harpoceras, Holcopbylloceras zignodianum, Leptisphinctes, Lissoceras (mit Lissoceras ferrifex und Lissoceras psilodiscus), Lytoceras (mit Lytoceras eudesianum), Nannolytoceras tripartitum, Oppelia, Orthogarantiana sansonii, Partschiceras subobtusum, Perisphinctes, Phylloceras (mit Phylloceras kudernatschi und Phylloceras kunthi), Polyplectites, Sphaeroceras brogniarti und Strigoceras. Unter den Belemniten erscheint gelegentlich die Gattung Belemnites und bei den Nautiloideen Nautilus.
An Muschelfunden zu erwähnen sind neben der Gattung Posidonomya mit Posidonomya alpina die Gattung Anomia, Arca, Avicula, Ctenostreon, Cyprina, Hinnites, Hippopodium, Inoceramus, Lima, Modiola, Myoconcha, Pecten mit den Taxa Pecten ambiguus und Pecten spatulatus, Quenstedtia sowie Unicardium. Als Gastropoden fungieren die Pyramidellidae-Gattung Chemnitzia, die Schlitzschnecke Emarginula, die Gattungen Encyclus und Neritopsis, die zu den Vetigastropoda gehörende Gattung Pleurotomaria, die Kreiselschnecke Trochus und die Turmschnecke Turitella.
Bei den Echinodermaten sind anzuführen die Seeigel Acrosalenia, Cidaris, Magnosia, Pseudodiadema, Rhabdocidaris und Stomechinus (hauptsächlich Stacheln). Ein Schwammvertreter ist Cnemidium.
Sehr selten sind Funde von Fischzähnen der Gattung Sphenodus.

## Tektonik
Die Vilser Schwelle und mit ihr der Vilser Kalk an der Typlokalität ist in eine tektonisch sehr komplexe Übergangszone zwischen Allgäu-Decke im Norden und Lechtal-Decke im Süden eingezwängt. Die Schwelle besteht aus einem Nord- und einem Süd-Faziesraum, wobei beide Faziesräume durch eine bedeutende Überschiebungsbahn voneinander getrennt werden. Der Nord-Faziesraum ist an die Allgäu-Decke angepresst, welche hier die Abfolge Radiolarit/Malm- und Neokom-Aptychenschichten aufweist. Er bildet eine Sattelstruktur mit überkippter Nordflanke. In ihrem Kern befindet sich die Unterlage des Vilser Kalks. Der Süd-Faziesraum zeigt eine aufgeschobene Muldenstruktur mit der Abfolge Pfronten-Formation/Bianconekalk/Tannheim-Formation, wobei letztere den Hauptanteil dieser überkippten Mulde stellt. Diese Mulde wird nun ihrerseits von einem so genannten Sattel-Faziesraum überschoben, bestehend aus Kirchsteinkalk an der Basis überlagert von einer abgesonderten Wiederholung der vorgenannten Abfolge. Erst jetzt erscheint die eigentliche Lechtal-Decke – ebenfalls aufgeschoben – mit Kössen-Formation und Hauptdolomit. Leuprecht und Moshammer (2010) plädieren für ein Wegfallen der beiden ehemaligen Vilser Decken (Untere und Obere Vilser Decke). Sie sehen vielmehr die Vilser Schwelle in unmittelbaren Zusammenhang mit dem Südrand des Allgäu-Ablagerungsraumes stehend.

## Alter
Laut Alexander Tollmann (1985) überdeckt der Vilser Kalk den gesamten Dogger und somit den Zeitraum 175 bis 161 Millionen Jahre. Da die Formation im Hangenden diachron ist, kann sie bereits im Bathonium auslaufen, meist aber endet sie erst im Callovium. Möglicherweise reicht sie auch noch bis ins frühe Oxfordium. In Beckenfazies überdauert sie vom Oberen Bajocium bis ins Callovium.